# Mamestra permixta
Mamestra permixta är en fjärilsart som beskrevs av Charles Andreas Geyer 1832/3. Mamestra permixta ingår i släktet Mamestra och familjen nattflyn. Inga underarter finns listade i Catalogue of Life.